# Archaeoniscidae
Archaeoniscidae zijn een uitgestorven familie van pissebedden.

## Taxonomie
De volgende geslachten worden bij de familie ingedeeld:
- Archaeoniscus H. Milne Edwards, 1843 †
- Codoisopus Lindoso, de Souza Carvalho & Mendes, 2013 †